# Les Modernes
Pour plus de détails, voir Fiche technique et Distribution.
Les Modernes (titre original : The Moderns) est un film américain réalisé par Alan Rudolph en 1988.

## Synopsis
Dans les années 1920, en plein courant artistique de la Génération perdue, un artiste américain tente de relancer sa carrière. 

## Fiche technique
- Titre : Les Modernes
- Titre original : The Moderns
- Réalisation : Alan Rudolph
- Scénario : Alan Rudolph, Jon Bradshaw
- Photographie : Toyomichi Kurita
- Montage : Scott Brock, Debra T. Smith
- Musique : Mark Isham
- Direction artistique : Steven Legler
- Décors : Jean-Baptiste Tard
- Costumes : Renée April
- Casting : Pam Dixon
- Producteurs :	David Blocker, Carolyn Pfeiffer, Stuart M. Besser (en) (producteur associé), Shep Gordon (producteur exécutif)
- Société de production : Nelson Entertainment
- Société de distribution : Alive Films (États-Unis), Herald Ace (Japon)
- Budget: 3 500 000 $ (estimé)
- Pays d'origine :  États-Unis
- Tournage : du 25 avril 1987 au 29 juin 1987
- Langue : Anglais, Français
- Format : Noir et blanc + Couleur — 35 mm — 1,85:1 — Son : Dolby Stereo
- Genre : Comédie dramatique
- Durée : 126 minutes
- Dates de sortie :
  - États-Unis : 15 avril 1988 (New York)
  - France : 7 septembre 1988
  - Italie : 8 septembre 1988
  - Espagne : 11 octobre 1988

## Distribution
- Keith Carradine : Nick Hart
- Linda Fiorentino : Rachel Stone
- Wallace Shawn : Oiseau
- Geneviève Bujold : Libby Valentin
- Geraldine Chaplin : Nathalie de Ville
- Kevin J. O'Connor : Hemingway
- John Lone : Bertram Stone
- Charlélie Couture : L'Évidence
- Elsa Raven : Gertrude Stein